# Gottfried Beijer
Gottfried Beijer, född 26 augusti 1838 i Malmö, död 6 december 1901 i Malmö, var en svensk affärsman och politiker. 

## Biografi
Beijer var son till stadsbokhållaren i Malmö Gottfried Beijer och dennes maka i första giftet Catharina Margaretha Kockum. Han var brorson till Carl Gottreich Beijer, kusin till Frans Beijer och till Frans Henrik Kockum d.y.. 
Efter avslutade skolstudier var han under en kort period sjöman, men övergick snart till affärsverksamhet. Han var anställd i handelsfirman Hans Friis & Hjort i Malmö 1853-57, av Schenck & Co i Hamburg 1857-61 och Westenholz Brothers i London 1861-63. Sistnämnda år blev han prokurist för Gust. Roos & Co i London. Den erfarenhet han därigenom vann blev grundläggande för hela hans kommersiella verksamhet. I London öppnade han egen handelsrörelse, huvudsakligen i spannmål, vilken efter några år flyttades till Malmö, där han tillsammans med sin bror Lorens 1866 startade grosshandelsfirman G & L Beijer. Även här bedrev man ursprungligen handel med i huvudsak spannmål, men övergick efterhand alltmer till stenkol, tackjärn och valsat stål. År 1878 startade Gottfried Beijer även Sydsvenska Ångfartygs AB och i Malmö öppnas ett speditions- och skeppsklareringskontor. År 1894 öppnade G & L Beijer filial i Stockholm. Efter Gottfried Beijers död 1901 övertogs ledningen för företaget av Lorens Beijer. Företaget är alltjämt (2006) verksamt.
Med starkt intresse för kommunikationsfrågor, var Beijer ännu vid sin död verkställande direktör i flera av de enskilda järnvägarna i Skåne i sammanslutningen Malmö Järnvägar. Han var bland annat, tillsammans med Carl Herslow, drivande för tillkomsten av Malmö-Billesholms Järnväg (MBJ), varigenom Västkustbanan fullbordades. Han var också vice ordförande i Kockums Jernverks AB och bergsverksaktiebolaget Freja, ledamot i styrelsen för Kockums mekaniska verkstad m.m.
Åren 1879-1901 var Beijer ledamot av Malmö stadsfullmäktige och från 1892 dess vice ordförande. Han var ledamot av hamndirektionen i Malmö 1883-98, från 1890 dess vice ordförande och ordförande i handels- och sjöfartnämnden. Under perioden 1882-84 var han som representant för Malmö stads valkrets invald i riksdagens andra kammare, varvid han särskilt ägnade sin uppmärksamhet åt ekonomiska och trafikfrågor. Han blev också ledamot av den kungliga kommittén för upprättandet av en ångfärjeförbindelse Malmö-Köpenhamn. Efter sitt riksdagsmandats utgång undanbad han sig återval och ägnade sig därefter i huvudsak åt lokala angelägenheter. Han var ordförande i Malmö köpmannaförening.